# Szymanów (gromada w powiecie sochaczewskim)
Szymanów – dawna gromada, czyli najmniejsza jednostka podziału terytorialnego Polskiej Rzeczypospolitej Ludowej w latach 1954–1972.
Gromady, z gromadzkimi radami narodowymi (GRN) jako organami władzy najniższego stopnia na wsi, funkcjonowały od reformy reorganizującej administrację wiejską przeprowadzonej jesienią 1954 do momentu ich zniesienia z dniem 1 stycznia 1973, tym samym wypierając organizację gminną w latach 1954–1972.
Gromadę Szymanów z siedzibą GRN w Szymanowie utworzono – jako jedną z 8759 gromad na obszarze Polski – w powiecie sochaczewskim w woj. warszawskim, na mocy uchwały nr VI/10/4/54 WRN w Warszawie z dnia 5 października 1954. W skład jednostki weszły obszary dotychczasowych gromad Maurycew, Powłówek, Szymanów i Duninopol-Skrzelew (z wyłączeniem wsi Stara Wieś) oraz osada Strugi i były folwark Strugi z dotychczasowej gromady Aleksandrów ze zniesionej gminy Szymanów w tymże powiecie. Dla gromady ustalono 17 członków gromadzkiej rady narodowej.
31 grudnia 1959 do gromady Szymanów przyłączono obszar zniesionej gromady Dębówka w tymże powiecie (bez wsi Budy Piaseckie, Piasecznica Nowa i Piasecznica Stara).
31 grudnia 1961 do gromady Szymanów włączono wsie Jeżówka, Roztropna, Sielice i Wyczółki ze zniesionej gromady Jeżówka w tymże powiecie.
Gromada przetrwała do końca 1972 roku, czyli do kolejnej reformy gminnej.